# På spaning efter den tid som flytt. 3, Kring Guermantes
På spaning efter den tid som flytt. 3, Kring Guermantes är en roman av Marcel Proust, utgiven i Frankrike år 1921. Franska originalets titel är Le côté de Guermantes. Gunnel Vallquist översatte romanen till svenska 1966 och den kom ut i sin senaste tryckning på Albert Bonniers Förlag 1993. Romanen är den tredje i en svit om sju böcker – På spaning efter den tid som flytt. 

## Handling
I början av denna roman skildras huvudsakligen hur familjen har flyttat till ett bättre område i Paris, till förtret för trotjänarinnan Francoise vilken dock snart vänjer sig. Bland de nya grannarna finns individer från samhällets alla skikt, från den hygglige skräddaren Jupien till hertigparet Guermanetes. I första delen skildras berättarens ytterligare trevare mot societeten. En dråplig episod är då berättaren inser att hans vän Saint-Loups flickvän är en prostituerad ("Rachel då herrens nåd") som han själv tidigare brukat besöka. En viktig roll i handlingen spelar även den fiktive impressionisten Elstir och dennes verk. Bokens mittparti skildrar hur författarens mormor får ett slaganfall under en promenad och avlider några dagar senare. Den andra delen, förlagd god tid efter mormoderns död, kretsar huvudsakligen kring en middag hos hertigparet Guermantes (där Dreyfusaffären är ett stående diskussionsämne för dagen). Efter middagen blir berättaren utskälld av baron de Charlus vilken inför berättaren framstår som mer och mer komplicerad. Bokens slutscen skildrar hur berättaren möter sin gamle bekante Swann, märkt av en dödlig sjukdom, som dock nonchaleras av hertigparet Guermantes vilka är i full färd med att välja kläder inför ytterligare en storartad middag.